# Curculio sayi
Curculio sayi es una especie de gorgojo de la familia Curculionidae. Se encuentra en Norteamérica.

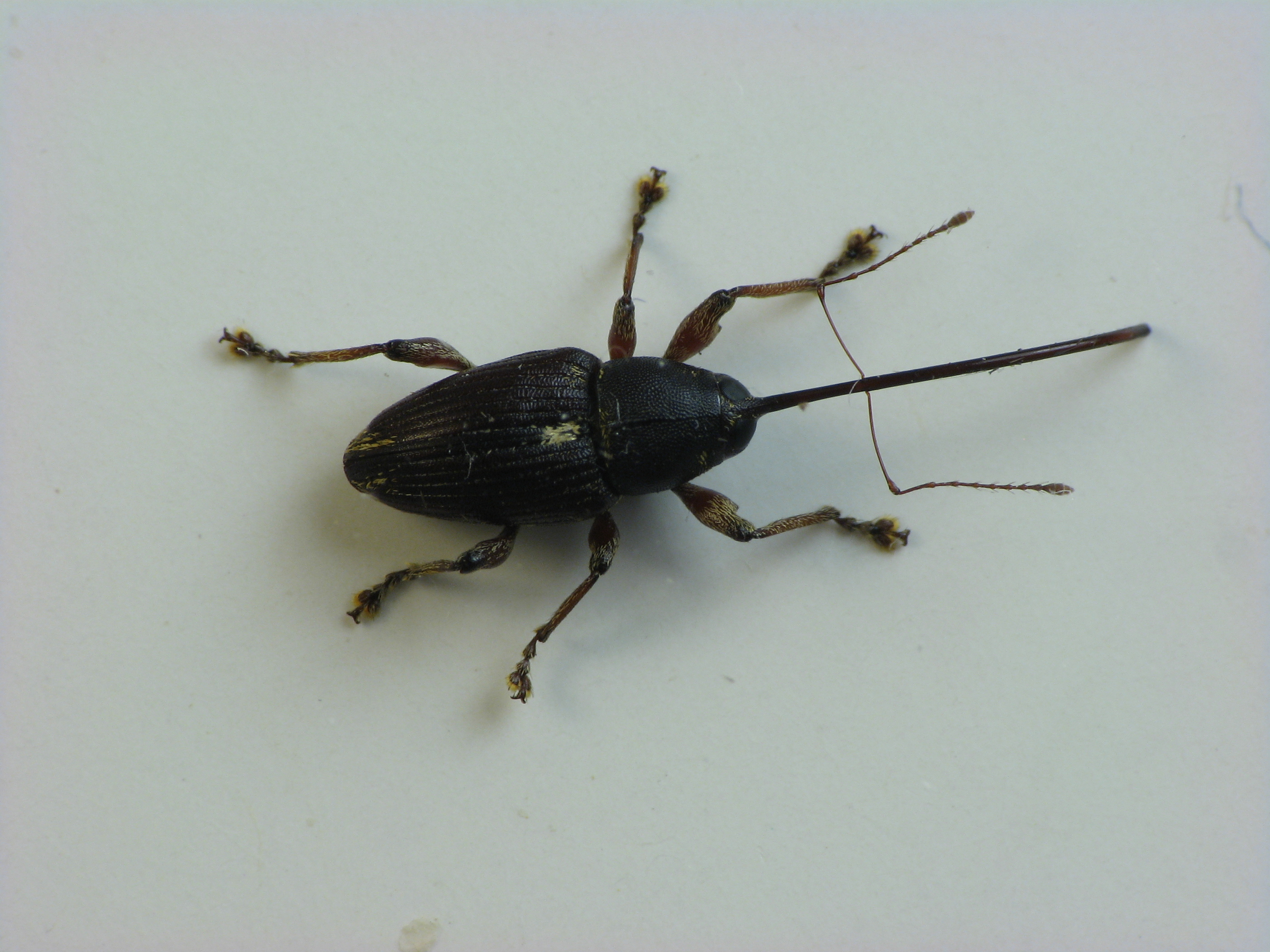
Vista dorsal